# Sachsen-Paule
Sachsen-Paule (* 27. Oktober 1969 in Borna; bürgerlich Heiko Herlofson), später auch Sachsen-Heiko, ist ein ehemaliger deutscher Pornodarsteller.

## Werdegang
Herlofson ist gelernter Instandhaltungsmechaniker für Textilmaschinen und Bürokaufmann aus Leipzig. Er wurde unter dem Pseudonym Sachsen-Paule bekannt, nannte sich aus namensrechtlichen Gründen aber im späteren Verlauf seiner Karriere Sachsen-Heiko. Bis 1996 war er als Landwirtschaftsgehilfe auf dem Bauernhof seines Vaters beschäftigt.
„Entdeckt“ wurde er in einer nachmittäglichen Talkshow im Privatfernsehen, in der er sich bis auf die Unterhose entkleidete und verkündete, „der neue Stern am Pornohimmel zu sein“. Seine Mutter unterstützte ihn bei dem Bestreben, Pornodarsteller zu werden, und kommentierte in dieser Sendung seine Qualitäten wohlwollend. Dieser Auftritt machte eine Filmfirma aus dem Pornogeschäft auf ihn aufmerksam. Das Fernsehen begleitete sein Schaffen von Beginn an. Am 6. Juni 2001 war er bei TV total zu Gast.
Sein hoher Wiedererkennungswert begründet sich im Fehlen vieler für Pornodarsteller typischer Merkmale: Herlofson ist eine eher dürre Erscheinung und fällt auch mit seinem starken sächsischen Dialekt aus dem Rahmen.
Im Fernsehen war Herlofson außerdem vom 25. März bis zum 23. August 2004 regelmäßig zu sehen, als er für 151 Tage im Big-Brother-Haus der fünften Staffel lebte.
Gemeinsam mit Sibylle Rauch stand er für mehrere komödiantisch-erotische Werbeclips vor der Kamera.

## Filme
- 2001: Sachsen Paule 1: Der Lady-Killer aus dem Osten
- 2001: Sachsen Paule 2: Der Ossi Rammler
- 2001: Sachsen Paule 3: Tote Hose im Osten?
- 2001: Sachsen Paule 4: Der Ossi-Picasso

## Auszeichnungen
- 2001: Venus Award: Auszeichnung als bester Nachwuchsdarsteller in Deutschland